# ツァンラ語
ツァンラ語は、シナ・チベット語族チベット・ビルマ語派に属する言語である。シャーチョプ語、ツァンラカ、シャーチョプカとも呼ばれる。一方で、ツァンラカ語、シャーチョプカ語と呼ばれることもあるが、ゾンカ語同様に「カ」は「言語」をあらわす。メンパ人、シャーチョプ人により話され、大半はブータン東部のタシガン県、ペマガツェル県、サムドゥプ・ジョンカル県、モンガル県、タシ・ヤンツェ県に話者が分布する。

ブータンの言語分布